# احمد بهجه
احمد بهجه (عربی: أحمد البهجة؛ زادهٔ ۲۱ دسامبر ۱۹۷۰) بازیکن سابق فوتبال اهل مراکش بوده است.
وی در تیم ملی فوتبال مراکش ۴۰ بازی انجام داده است و عضو این تیم در جام جهانی فوتبال ۱۹۹۴ بوده است.